# Voyager Terra
La Voyager Terra è una struttura geologica della superficie di Plutone.